# NGC 3769A
NGC 3769A في الفهرس العام الجديد، هي مجرة، تقع في كوكبة الدب الأكبر. اكتشفت بواسطة ويليام هيرشل.

## روابط خارجية
- NGC 3769A على موقع ويكي سكاي: DSS2, SDSS, GALEX, IRAS, Hydrogen α, X-Ray, Astrophoto, Sky Map, Articles and images